# Каробио Цени (Модена)
Каробио Цени је насеље у Италији у округу Модена, региону Емилија-Ромања.
Према процени из 2011. у насељу је живело 118 становника. Насеље се налази на надморској висини од 19 м.